# Broken Barricades
Broken Barricades är ett musikalbum av Procol Harum. Albumet släpptes i juni 1971. Det var det första albumet gruppen spelade in för Chrysalis Records. Redan vid det förra albumet Home hade organisten Matthew Fisher lämnat gruppen. Basisten Chris Copping spelade dock klaviatur på flera låtar och kom snart att helt ta över den rollen. De valde att inte ersätta Fisher och för tillfället fortsätta som kvartett. Gruppens gitarrist Robin Trower kom även att lämna gruppen efter detta studioalbum. Gary Brooker och Keith Reid skrev de flesta av albumets låtar. Trower var dock med och komponerade tre låtar, bland dem "Song for a Dreamer" vilken var en hyllning till Jimi Hendrix. Albumet blev en hyfsad försäljningsframgång i Storbritannien och USA, men sålde bättre i Skandinavien.
Originalutgåvorna av albumet hade utvikskonvolut där framsidan hade utskurna partier som visade gruppmedlemmarnas ansikten på insidan av fodralen. Senare utgåvor av albumet saknar dessa omslag.

## Låtlista
1. "Simple Sister" - 5:48
2. "Broken Barricades" - 3:09
3. "Memorial Drive" - 3:43
4. "Luskus Delph" - 3:44
5. "Power Failure" - 4:29
6. "Song for a Dreamer" - 5:36
7. "Playmate of the Mouth" - 5:03
8. "Poor Mohammed" - 3:05

## Listplaceringar
| Lista (1971)   | Position           |
| -------------- | ------------------ |
| Danmark        | 5                  |
| Kanada         | 27 (RPM)           |
| Storbritannien | 42                 |
| Sverige        | 14 (Kvällstoppen)  |
| USA            | 32 (Billboard 200) |
| Västtyskland   | 46                 |